# Dorothea Baird
Dorothea Baird  (20 mai 1875 - 24 septembre 1933) était une comédienne anglaise de théâtre et de cinéma, fille de Sir John Forster Baird, un éminent avocat anglais.

## Carrière
Sa première apparition sur scène se fit à l'Oxford University Dramatic Society en février 1894, où elle incarnait Iris dans La Tempête. Elle continua à jouer, avec son mari, Harry Brodribb Irving, dans nombre de pièces de Shakespeare. En 1904, elle incarna Mrs. Darling dans la toute première production de Peter Pan, adaptée pour le théâtre par J. M. Barrie lui-même. Elle se retira de la scène en 1913 et s'investit dans des causes charitables, en particulier le bien-être du nourrisson. Avec son mari H. B. Irving, elle eut deux enfants, Laurence Irving (1897–1988) et Elizabeth Irving (1904–2003).